# Красний Калтан
Красний Калта́н (рос. Красный Калтан) — селище у складі Новокузнецького району Кемеровської області, Росія. Входить до складу Центрального сільського поселення.
Стара назва — Красний Калтанчик.

## Населення
Населення — 3 особи (2010; 20 у 2002).
Національний склад (станом на 2002 рік):
- росіяни — 45 %
- шорці — 35 %